# Pál Hunfalvy

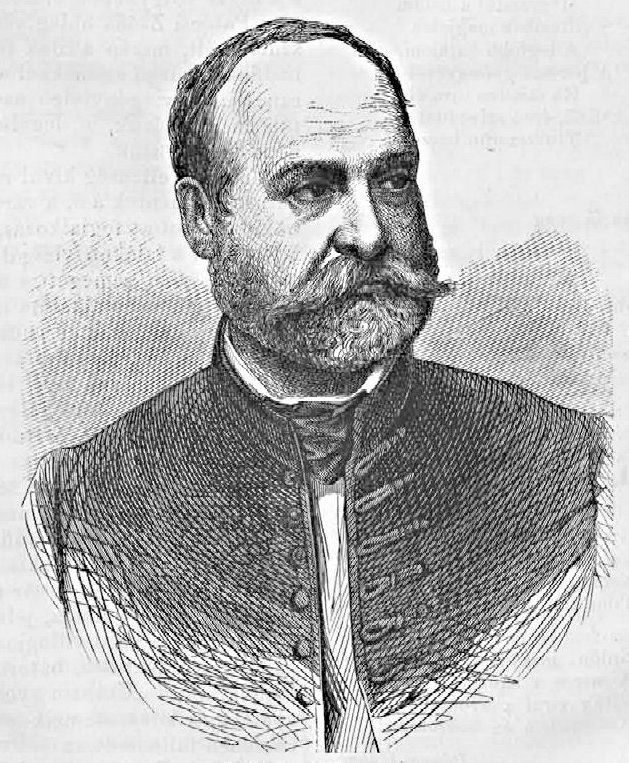
Pál Hunfalvy, lingvist și etnograf ungur, în 1862

Pál Hunfalvy (numele real Paul Hundsdorfer) (n. 12 martie 1810, Veľký Slavkov, Prešovský kraj, Slovacia – d. 30 noiembrie 1891, Budapesta, Austro-Ungaria) a fost un lingvist si etnograf maghiar, de origine etnică germană, născut în așa numitul Mic Regat care constituie  astăzi o parte a Slovaciei.

## Familia și biografia
Pál Hunfalv s-a născut în localitatea Nagyszalók, din comitatul Zips, astăzi cunoscută ca Veľký Slavkov în Slovacia, într-o familie de țipțeri, populație germană colonizată de regii Ungariei în secolul al XIII lea. Numele originar al familiei era Hundsdorfer, dupa localitatea Hundsdorf, astăzi Hunhovce, de asemenea în Slovacia, unde se așezaseră înaintașii ei. 
Asemănător cu fratele său, geograful Janos Hunfalvy, Pal Hunfalvy s-a identificat tot mai mult ca maghiar și amândoi au adoptat în cele din urmă un nume de familie maghiar asemănător ca sonoritate cu numele lor german.  Studiile le-a efectuat la Kesmark și la Miskolc.
În timpul studiilor de drept, și-a perfecționat limba maghiară.

## Activitatea științifică
S-a ocupat în mod deosebit de studiul limbii maghiare și al limbilor fino-ugrice.
Între altele s-a făcut cunoscut ca un oponent al teoriei după care limba maghiară provenea din limba hunilor și a susținut înrudirea ei cu limba finlandeză și limbile fino-ugrice.
A fost faimoasă încercarea sa nereușită de a descifra Codex Rohonczi.
În anul 1862 a înființat revista de lingvistică Tudományos közlemények (Comunicări științifice) al cărui redactor a fost mai târziu Jozsef Budenz.
În 1856 Pál Hunfalvy a fost ales membru al Academiei Ungare de Științe.
Unul din rivalii săi renumiți a fost orientalistul Ármin Vámbery.
În problemele originii limbii și etniei române în Transilvania, el a fost printre susținătorii teoriei lui Roesler.

## Opera
- Finn Olvasó-Könyv (Finnische Chrestomathie, Pest 1861) - Chrestomatie finică
- Egy vogul monda (Eine wogulische Sage, in den ungarischen Akademieberichten 1859)

(O legendă vogulă)
- A Vogul föld és nép (Land und Volk der Wogulen, 1864), auf Grund der von dem ungarischen Reisenden Antal Reguly hinterlassenen Schriften, mit deren Herausgabe Hunfalvy von der Akademie beauftragt war.

(Țara și poporul vogul - pe baza relatărilor scrise ale călătorului ungur Antal Reguly, pe care Hunfalvy le-a editat prin încredințarea Academiei)
- A kondai vogul nyelv (Die südliche wogulische Sprache, 1872) (Limba vogulă de sud)
- Utazás a balt-tenger vidékein. (Reise in den Ostseeprovinzen Russlands. (Reise in den Ländern am Baltischen Meer, 1871, 2 Bde.; der 1. Teil, Estland betreffend, deutsch, Leipzig. 1872)

(Călătorie în provinciile baltice)
- Az észak osztják nyélv (Sprache der nördlichenOstjaken, Pest 1875) (Limba ostiacilor de nord)
- Magyarország ethnographiája (1876; deutsch, von Schwicker:
- Ethnographie von Ungarn, Budapest: Franklin-Verein, 1877. (Etnografia Ungariei)
- Die Ungarn oder Magyaren (Bd. 5 des Werkes Die Völker Österreich-Ungarns, Wien und Teschen: 1881)

(volumul al 5-lea din lucrarea Popoarele Austro-Ungariei) 
- Die Rumänien und ihre Ansprüche. Wien und Teschen: 1883. (Online)
- Die Ungarn oder Magyaren (Online) (Ungaria sau maghiarii)

Lucrările relevante pentru istoria românilor sunt:
1. Ethnographie von Ungarn, Budapest, 1877
2. Über die Abstammung der Romänen [Despre originea românilor], Leipzig, 1880
3. Az oláhok története [Istoria valahilor], Budapest, 1895